# Симеон Демостенов
Симеон Сергеев Демостенов е руски и български професор по икономика, антимарксист и привърженик на австрийската школа. Преподавал политическа икономия в Софийския университет и в Свободния университет. Неговите изследвания са били в областта на паричното обращение и кредита.

## Биография
Симеон Сергеевич Демостенов е роден на 8 ноември 1886 г. (стар стил) в Москва, Руска империя. Завършва Политехническия институт в Санкт Петербург през 1910 година, като специализира икономика в Германия в периода 1912 – 1914 г. Работи в библиотеката на основоположника на австрийската икономическа школа – Карл Менгер през 1913 г. По време на Първата световна война се завръща да работи в Русия, след което емигрира през 1920 г. в България, където изнася лекции по политическа икономия. През 1947 г. е принуден да напусне Софийския университет, а две години по-късно емигрира в Англия, заради антимарксистките си възгледи.
Демостенов работи в областта на субективната теория на парите, капитала, лихвата и печалбата. Обобщава вижданията си в тритомната „Теоретическа политическа икономия“ от 1946 година, в която анализира производствените фактори, пазарната конюнктура и конкурентната борба. Централно място в този му труд заема и теорията за полезността и нуждата. Други известни негови книги са „Очерци за парите“ (1937) и „Пари и кредит“ (1946).
Умира през 1966 г. на 80-годишна възраст.

## Избрана библиография
- Демостенов, Симеон. Механизма на образуването и движението на цените на руския продоволствен пазар през време на войната (1914-1917) г. //  Годишник на Софийския университет. Юридически факултет; Annuaire de l'Universite de Sofia. Faculte de droit 22.   1926-1927. с. 1-292.
- Demostenov, S.S. Food Prices and the Market for Foodstuffs //  Food Supply in Russia During the World War.   New Haven and London, Yale University Press and Oxford University Press for the Carnegie Endowment for International Peace, 1930. с. 213-465.
- Демостенов, Симеон. Очерки по теория на парите: Субстанционализъм и антисубстанционализъм в теорията на парите; Част 1: Субстанционализъм и неговите предпоставки //  Годишник на Софийския университет. Юридически факултет; Annuaire de l'Universite de Sofia. Faculte de droit 32.   1937. с. 1-199.
- Демостенов, С. С. Увод в теоретическата политическа икономия.   София, Университетска печатница, 1943.
- Демостенов, Симеон. Очерки по теория на парите: Субстанционализъм и антисубстанционализъм в теорията на парите; Част 1: Субстанционализъм и неговите предпоставки; Свитък втори: Субстанционализъм и идеята за световните пари //  Годишник на Софийския университет. Юридически факултет; Annuaire de l'Universite de Sofia. Faculte de droit 40.   1945. с. 1-89.